# Marca avarilor

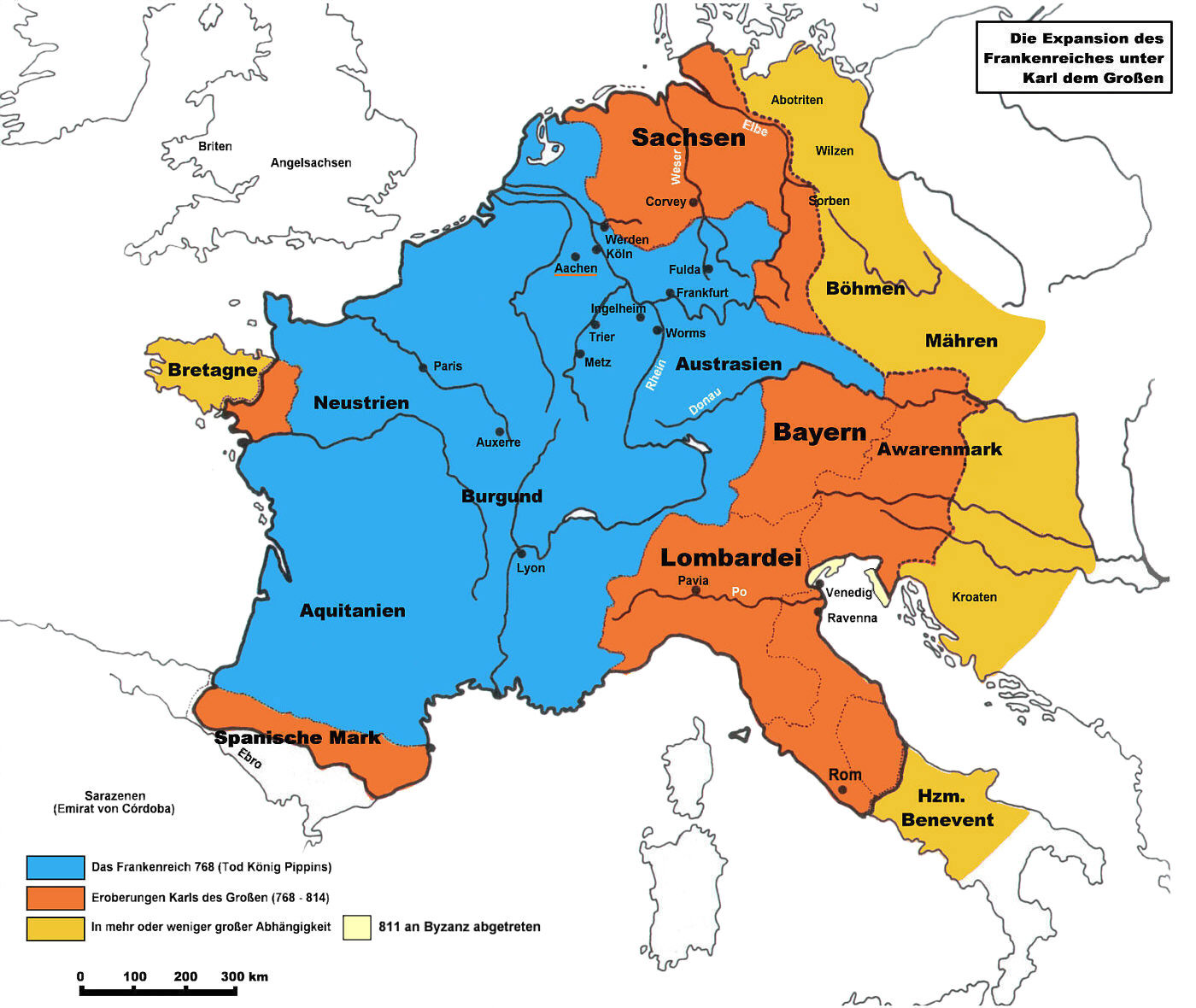
În albastru: Teritoriul stăpânit de franci la anul 768
Orange: Teritoriul cucerit de Carol cel Mare între anii 768 și 811
Galben: State tributare față de Imperiul francilor
"Awarenmark" se află în răsăritul Bavariei răsăritene, între Dunăre și Drava.

Marca Avarilor a constituit o marcă de frontieră întemeiată de către Carol cel Mare împotriva avarilor aflați la sud-est de Imperiul Carolingian.
Către sfârșitul secolului al VIII-lea, Carol cel Mare a distrus fortăreața avarilor numită Ringul avarilor, iar avarii au devenit tributari față de statul franc. El a fondat astfel o marcă în partea de răsărit a Bavariei între văile Dunării și Dravei, pentru a proteja imperiul în fața oricăror atacuri ulterioare dinspre Pannonia. Conducerea militară a Mărcii avarilor a fost acordată unui margraf, care avea autoritate asupra celorlalți conți din regiune și care își manifesta dreptul de a ridica conscripția (Marchfutter). În orice caz, avarii au dispărut din consemnările istorice în anii '20 ai secolului al IX-lea, odată cu ei dispărând și Marca avarilor. Aceasta avea să fie înlocuită ulterior cu Marca de Pannonia și cu Marca de Carintia.